# Кожушки (Орловская область)
Кожушки — деревня в Колпнянском районе Орловской области. Входит в состав Ахтырского сельского поселения. Население — 1 чел. (2010).

## География
Кожушки находятся в юго-восточной части области на Среднерусской возвышенности.
Климат
Климат умеренно континентальный; средняя температура января −8,5 °C, средняя температура
июля +18,5 °C. Среднегодовая температура воздуха составляет +4,6 °C. Годовое количество осадков 500—550 мм, в среднем 515 мм.  Количество поступающей солнечной радиации составляет 91-92 ккал/см². По агроклиматическому районированию Кожушки, как и весь район, относится к южному с коэффициентом увлажнения 1,2-1,3. Преобладают юго-западные ветры.

## Население
| 2010 |
| ---- |
| 1    |